# 名古屋電視塔
名古屋電視塔是位于日本愛知縣名古屋市中區久屋大通公園的一座電視塔，是日本最早完工的一座集約電波塔。

## 概要

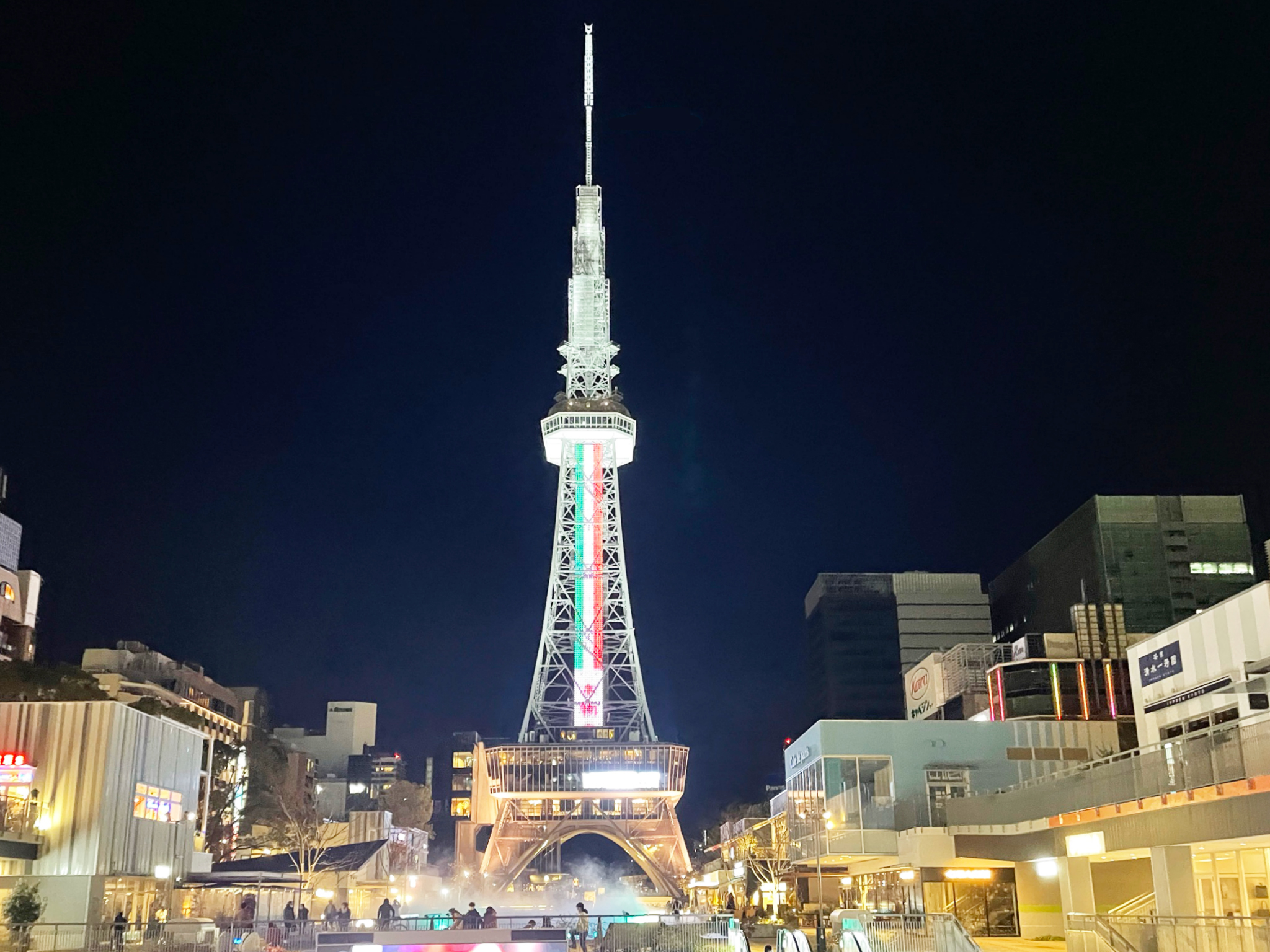
夜景

開工于1953年9月19日。在晝夜趕工之下，于1954年6月19日竣工，次日起正式開始發送節目訊號。高180米，設計者是内藤多仲，是名古屋市中心的地標之一。1953年7月1日，「名古屋電視塔株式會社」成立，性質為第三部門，作為名古屋電視塔的管理及營運單位。
NHK名古屋放送局（NHK綜合頻道、NHK教育頻道）、中部日本放送（CBC）、東海電視台（THK）、名古屋電視台（NBN）等4家VHF地面電視台曾在此發射類比電視電波。但是隨著位于瀨戶市的瀨戶數位塔的完工，加上本身塔齡較老，發射電波的天線強度不足，名古屋電視塔已在2011年結束其廣播電塔的使命。2006年，名古屋電視塔曾進行大改造。

## 類比電視廣播訊號設備配置
已結束使用。
| 頻道號碼 | 電視台           | 識別呼號 | 天線功率            | ERP                   |
| -------- | ---------------- | -------- | ------------------- | --------------------- |
| 1        | THK 東海電視台   | JOFX-TV  | 影像10kW/ 聲音2.5kW | 影像105kW/ 聲音26kW   |
| 3        | NHK 名古屋綜合   | JOCK-TV  | 影像10kW/ 聲音2.5kW | 影像58kW/ 聲音14.5kW  |
| 5        | CBC 中部日本放送 | JOAR-TV  | 影像10kW/ 聲音2.5kW | 影像92 kW/ 聲音23 kW  |
| 9        | NHK 名古屋教育   | JOCB-TV  | 影像10kW/ 聲音2.5kW | 影像120 kW/ 聲音30 kW |
| 11       | NBN 名古屋電視台 | JOLX-TV  | 影像10kW/ 聲音2.5kW | 影像115kW/ 聲音29 kW  |

## 外部連結
- 名古屋電視塔 （页面存档备份，存于）

35°10′20.7″N 136°54′30″E / 35.172417°N 136.90833°E